# MacPorts
MacPorts(과거 이름: DarwinPorts)는 macOS와 다윈 운영 체제의 소프트웨어 설치를 단순화시켜 주는 패키지 관리자이다. 기타 오픈 소스 소프트웨어의 설치를 단순화시키기 위한 오픈 소스 소프트웨어 프로젝트의 하나이다. Fink와 BSD의 ports collection과 비슷한 기능을 하는 DarwinPorts는 2002년에 다윈 프로젝트의 일부로서 시작되었으며 Landon Fuller, Kevin Van Vechten, Jordan Hubbard 등 수많은 애플 직원들이 참여하였다.
터미널에서 sudo port install packagename 명령을 입력함으로써 수많은 패키지를 설치할 수 있는데, 필요한 경우 이후 다운로드와 컴파일을 수행한 뒤 요청한 소프트웨어를 설치하며 필수 의존성을 설치하는 일은 자동으로 수행된다. 설치된 패키지들은 sudo port upgrade outdated 명령을 통해 업데이트할 수 있다.
2005년 4월 28일, 이 프로젝트는 자신들의 소프트웨어의 버전 1.0을 출시하였다. 2005년 12월, 이 프로젝트는 3,000개의 포트를 넘기며 마일스톤에 도달하였다. 2010년 8월, MacPorts 버전 1.9.1은 7,000개의 포트를 넘어섰다. 2013년 3월 기준으로 MacPorts 버저너 2.1.3은 16,500개의 포트를 넘어섰다.

## 같이 보기
- Fink
- Gentoo/Alt
- 홈브루
- Pkgsrc
- FreeBSD Ports